# Горнозаводский район (Сахалинская область)
Горнозаводский район — упразднённая административно-территориальная единица Сахалинской области РСФСР, существовавшая с 7 января 1950 по 31 августа 1957 год.

## Административно-территориальное устройство
Административный центр района — город Горнозаводск, включал в себя сельсоветы Ватутинский, Крильонский и Чкаловский.
В район входили — город Горнозаводск; посёлки городского типа — Шебунино, Первомайск; села — Лопатино, Ватутино, Чкалово, Крильон.

## География
На севере район граничил с Невельским районом, на востоке граничил с Анивским районом Сахалинской области.